# Lidköpings stad
Denna artikel handlar om den tidigare kommunen Lidköpings stad. För tätorten, se Lidköping. För dagens kommun, se Lidköpings kommun
Lidköpings stad var en stad och kommun i Skaraborgs län. 

## Administrativ historik
Lidköping fick sina första kända stadsprivilegier den 21 juni 1446 av Sveriges dåvarande kung, Kristofer av Bayern, och blev därmed den första staden vid Vänern. En parallell stad, Nya Lidköping, på västra stranden av Lidan fick stadsrättigheter den 5 december 1670, och de båda städerna slogs samman redan 1683.
Staden blev en egen stadskommun, enligt Förordning om kommunalstyrelse i stad (SFS 1862:14) från och med den 1 januari 1863, då Sveriges kommunsystem infördes.
Från 1 januari 1969 lades staden samma med de omgivande kommunerna: 
- Järpås landskommun med Järpås municipalsamhälle
- Kållands-Råda landskommun
- Norra Kållands landskommun
- Saleby landskommun
- Tuns landskommun
- Vinninga landskommun
- Örslösa landskommun

Lidköpings kommun var således territoriellt färdigbildad redan 1969, men stadskommun ("stad") till 1971, då enhetlig kommuntyp infördes.
Staden hade egen jurisdiktion med magistrat och rådhusrätt fram till 1961 varefter den ingick i Kinnefjärdings, Kinne och Kållands domsagas tingslag.
Stadens församling var Lidköpings församling. För församlingarna i inkorporerade landskommuner, se deras egna artiklar.

### Sockenkod
För registrerade fornfynd med mera så återfinns staden inom ett område definierat av sockenkod 1973 som motsvarar den omfattning staden hade kring 1950.

## Stadsvapnet
Blasonering: I fält av guld en naturfärgad biskop med röd klädnad och röda handskar, sittande på en röd stol med högra handen välsignande uppsträckt och med en röd kräkla i vänstra handen samt i stammen åtföljd av tre (1,2) på en röd bok liggande kulor.
Biskopen har funnits med sedan början av 1500-talet. Vid den kungliga fastställelsen av vapnet på 1940-talet lades boken och kulorna till för att visa att det är frågan om S:t Nikolaus. Vapnet registrerades för kommunen i PRV 1974.

## Geografi
Lidköpings stad omfattade den 1 januari 1952 en areal av 17,14 km², varav 16,96 km² land.

### Tätorter i staden 1960
I Lidköpings stad fanns del av tätorten Lidköpinga, som hade 16 836 invånare i staden den 1 november 1960. Tätortsgraden i staden var då 99,7 procent.

## Befolkningsutveckling
| Befolkningsutvecklingen i Lidköpings stad 1805–1970 | Befolkningsutvecklingen i Lidköpings stad 1805–1970 | Befolkningsutvecklingen i Lidköpings stad 1805–1970 | Befolkningsutvecklingen i Lidköpings stad 1805–1970 | Befolkningsutvecklingen i Lidköpings stad 1805–1970 |
| --- | --------------------------------------------------- | --------------------------------------------------- | --------------------------------------------------- | --------------------------------------------------- |
| |                                                     |                                                     |                                                     |                                                     |
| År |                                                     |                                                     | Folkmängd                                           |                                                     |
| 1805 | 1805                                                |                                                     | 1 377                                               |                                                     |
| 1810 | 1810                                                |                                                     | 1 435                                               |                                                     |
| 1820 | 1820                                                |                                                     | 1 642                                               |                                                     |
| 1830 | 1830                                                |                                                     | 1 818                                               |                                                     |
| 1840 | 1840                                                |                                                     | 2 081                                               |                                                     |
| 1850 | 1850                                                |                                                     | 2 417                                               |                                                     |
| 1860 | 1860                                                |                                                     | 3 304                                               |                                                     |
| 1870 | 1870                                                |                                                     | 3 994                                               |                                                     |
| 1880 | 1880                                                |                                                     | 4 734                                               |                                                     |
| 1890 | 1890                                                |                                                     | 5 180                                               |                                                     |
| 1900 | 1900                                                |                                                     | 5 446                                               |                                                     |
| 1910 | 1910                                                |                                                     | 6 885                                               |                                                     |
| 1920 | 1920                                                |                                                     | 8 364                                               |                                                     |
| 1930 | 1930                                                |                                                     | 9 296                                               |                                                     |
| 1935 | 1935                                                |                                                     | 10 394                                              |                                                     |
| 1940 | 1940                                                |                                                     | 11 704                                              |                                                     |
| 1945 | 1945                                                |                                                     | 13 031                                              |                                                     |
| 1950 | 1950                                                |                                                     | 14 549                                              |                                                     |
| 1955 | 1955                                                |                                                     | 15 767                                              |                                                     |
| 1960 | 1960                                                |                                                     | 16 894                                              |                                                     |
| 1965 | 1965                                                |                                                     | 18 626                                              |                                                     |
| 1970 | 1970                                                |                                                     | 34 918                                              |                                                     |
| Anm: 1967 inkorporerades sju angränsande kommuner (se texten ovan i avsnittet Administrativ historik). För åren 1805-1945: befolkning enligt folkräkning 31 december enligt den administrativa indelningen den 1 januari följande år. 1950 avser befolkning enligt folkräkning den 31 december enligt den administrativa indelningen den 1 januari 1952. 1955 avser den kyrkobokförda befolkningen den 31 december enligt den administrativa indelningen den 1 januari följande år. 1960 och 1965 avser befolkning enligt folkräkning den 1 november enligt den administrativa indelningen den 1 januari följande år. 1970 avser befolkning enligt folkräkning den 1 november i det område som Lidköpings stad omfattade när den ombildades till Lidköpings kommun 1 januari 1971. |                                                     |                                                     |                                                     |                                                     |

## Politik

### Mandatfördelning i valen 1919–1968
| 6 | 8 | 4 | 8 |

| 25 |

| 5 | 8 | 4 | 9 |

| 26 |

| 2 | 9 | 2 | 3 | 10 |

| 26 |

|  | 13 | 3 | 9 |

| 26 |

| 14 |  | 2 | 9 |

| 26 |

| 2 | 12 |  | 2 | 9 |

| 25 |

| 4 | 16 | 2 | 3 | 5 |

| 29 |

| 4 | 16 | 4 | 6 |

| 28 |

| 6 | 13 | 6 | 5 |

| 25 | 5 |

| 2 | 16 | 8 | 4 |

| 27 |

| 4 | 14 | 8 | 4 |

| 26 |

| 3 | 15 | 7 | 5 |

| 27 |

| 2 | 17 |  | 6 | 4 |

| 27 |

| 3 | 14 | 2 | 7 | 4 |

| 28 |

|  | 21 | 11 | 8 |  | 7 |

| 48 |